# Alle sind im Hochzeitswahn
Alle sind im Hochzeitswahn (japanisch 突然ですが、明日結婚します Totsuzen desu ga, Ashita Kekkon shimasu) ist eine Manga-Serie von Izumi Miyazono, die von 2014 bis 2016 in Japan erschien. Die romantische Geschichte wurde in mehrere Sprachen übersetzt, darunter auch ins Deutsche.

## Inhalt
Die Karrierefrau Asuka Takanashi wünscht sich, endlich ihren Freund zu heiraten und eine Familie zu gründen. Doch nachdem sie schon lange auf einen Antrag von ihm wartet, trennt er sich plötzlich von ihr. Da zur gleichen Zeit auch noch zwei Kollegen ihre Verlobung bekannt geben, beginnt Asuka zu verzweifeln. Bei einem Essen mit Kollegen betrinkt sie sich und wird schließlich von Hiroki Ono zu ihm nach Hause mitgenommen. Da trifft sie überraschend den attraktiven Fernsehsprecher Ryu Nanami, den sie bereits zuvor auf einer Hochzeit traf und der zusammen mit Ono in einer WG wohnt. Beim ersten Treffen wirkte er für sie unerreichbar, nun plötzlich normal und scheinbar auch an ihr interessiert. Doch Ryu macht ihr auch schnell klar, dass er es ablehnt zu heiraten und lieber ungebunden bleiben will. So ist Asuka sich unsicher, wie sie mit ihm umgehen soll: Eine Beziehung mit ihm versuchen, ihn vielleicht umstimmen oder ihre Hochzeitspläne aufgeben; oder sich doch lieber einen anderen Mann fürs Leben suchen.

## Veröffentlichung
Die Serie erschien von April 2014 bis Mai 2018 im Magazin Petit Comic. Von September 2017 bis März 2018 wurde die Veröffentlichung unterbrochen, da Izumi Miyazono in Mutterschaftsurlaub war. Der Verlag Shogakukan brachte die Kapitel auch gesammelt in neun Bänden heraus. Während sich der erste dieser Bände in einer Woche 14.000 Mal verkaufte, erreichte der 7. Band knapp 70.000 Verkäufe in den ersten beiden Wochen. Der Abschlussband verkaufte noch etwa 53.000 Exemplare in der gleichen Zeit.
Eine Nebengeschichte von der gleichen Zeichnerin erschien im November 2016 unter dem Titel Totsuzen desu ga, Konya Sarai ni Ikimasu in einem Band. Dieser verkaufte sich in der ersten Woche nach Veröffentlichung über 25.000 Mal.
Eine deutsche Übersetzung der Serie erschien von Oktober 2021 bis Oktober 2023 bei Tokyopop mit allen neun Bänden. Darüber hinaus wurde eine englische Fassung von Viz Media veröffentlicht, eine französische von Kazé und eine chinesische von Tong Li Publishing.